# Adalbert Kovacs
Adalbert Kovacs (n. 28 septembrie 1920, Timișoara, d. ?) a fost un fotbalist român. A fost campion al României cu UTA Arad.

## Palmares
- De trei ori câștigător al Diviziei A (1946-1947, 1947-1948, 1950)
- De două ori câștigător al Cupei României (1947-1948), (1953)